# Piernik lubelski
Piernik lubelski – produkt regionalny wywodzący się od piernika staropolskiego. Składa się z dwóch placków z ciasta biszkoptowo-tłuszczowego (piernikowego) sklejonych warstwą powideł ze śliwki węgierki. Na terenie Lubelszczyzny wypiekano go już przed drugą wojną światową. 
Jest to tzw. piernik dojrzewający – odznacza się zatem dużą trwałością, jednak jego produkcja jest czasochłonna ze względu na wymagane leżakowanie zarówno surowego ciasta, jak i gotowego wypieku. Gotowe ciasto jest miękkie, pulchne i porowate, o lekko pomarszczonej powierzchni. Charakterystyczny, lekko-słodki, korzenny smak powstaje dzięki dodatkowi miodu wielokwiatowego oraz kompozycji przypraw korzennych: goździków, imbiru, gałki muszkatołowej, kolendry, kardamonu i ziela angielskiego. Od piernika staropolskiego odróżnia go m.in. zastąpienie masła smalcem. Gotowy wyrób ma kształt prostopadłościanu. Tradycyjnie nie wykańcza się go żadną polewą. 
Piernik lubelski w roku 2009 został laureatem Wojewódzkiego Lidera Smaku (konkurs organizowany przez Regionalną Izbę Gospodarczą w Lublinie), a w roku 2013 otrzymał „Perłę” w konkursie „Nasze Kulinarne Dziedzictwo-Smaki Regionów”. W dniu 16 lipca 2009 został wpisany przez Ministerstwo Rolnictwa i Rozwoju Wsi na Listę produktów tradycyjnych w kategorii „Wyroby piekarnicze i cukiernicze” w województwie lubelskim.